# Iwatsukia exigua
Iwatsukia exigua är en bladmossart som beskrevs av N.Kitag.. Iwatsukia exigua ingår i släktet Iwatsukia och familjen Cephaloziaceae. Inga underarter finns listade i Catalogue of Life.